# Lag ba'ómer
Lag ba'ómer (ל״ג בעומר ashkenazisk) eller ל״ג לעומר Lag la'omer (sefardisk) er en jødisk fest, der falder på den 33. dag i omertiden mellem pesach og shavuot, på den 18. ijjar (måned i den jødiske kalender). Lag (hebraisk ל״ג) betyder her 33.
Denne jødiske mærkedag har sin oprindelse i opstanden mod det romerske overherredømme under kejser Hadrian i årene 132-135.
Lag ba'ómer er en glædesfest, og på denne dag er buddene for sørgedagene mellem pesach og shavuot ophævet, således at man kan tage på skovtur og samles om bål; og man kan fejre bryllup, hvilket tit sker på denne dag. På denne dag må man igen lade sit hår klippe.